# Andrea Montermini
Andrea Montermini, italijanski dirkač, * 30. maj 1964, Sassuolo, Italija.

## Življenjepis
Montermini je med letoma 1987 in 1989 dirkal v italijanskih prvenstvih formul, potem pa med letoma 1990 in 1992 redno nastopal v Formuli 3000, kjer je v sezoni 1992 dosegel tri zmage in postal podprvak.
V Formuli 1 je Montermini pred peto dirko sezone 1994 v Španiji pri moštvu Simtek nadomestil Rolanda Ratzenbergerja, ki se je smrtno ponesrečil v kvalifikacijah za tretjo dirko sezone v Imoli, potem pa na prostem treningu tudi sam doživel hudo nesrečo, v kateri je utrpel zloma desne noge in leve pete. V naslednji sezoni 1995 je redno nastopal pri moštvu Pacific. Tega leta je na sedemnajstih dirkah zabeležil kar dvanajst odstopov, najboljši rezultat pa je dosegel z osmim mestom v Nemčiji, kjer je bil s tremi krogi zaostanka za zmagovalcem zadnji med vozniki, ki so dirko odpeljali do konca. V sezoni 1996 je na desetih dirkah dosegel le eno uvrstitev, deseto mesto na dirki za Veliko nagrado Argentine. Tega leta je redno nastopal za moštvo Forti, ki je pred enajsto dirko v Nemčiji razglasilo bankrot in se takoj prenehalo udeleževati dirk. Montermini po tem ni več nastopil v Formuli 1.
Montermini je dirkal tudi v severnoameriškem prvenstvu formul CART. Prvič je nastopal v sezoni 1993, v kateri se je na štirih dirkah enkrat uvrstil na četrto mesto in trikrat odstopil. V naslednji sezoni 1994 se je udeležil treh dirk, najboljši rezultat pa je dosegel s sedmim mestom na dirki v Torontu. V CART se je vrnil proti koncu sezone 1999, ko je na štirih dirkah zabeležil tri odstope in eno uvrstitev na enajsto mesto.

## Popolni rezultati Formule 1
(legenda) (odebeljene dirke pomenijo najboljši štartni položaj, poševne pa najhitrejši krog, †-uvrščen kljub odstopu)
| Leto | Moštvo             | Šasija       | Motor   | 1       | 2       | 3       | 4       | 5       | 6       | 7       | 8       | 9       | 10     | 11      | 12      | 13      | 14     | 15      | 16      | 17      | Prv | Toč |
| ---- | ------------------ | ------------ | ------- | ------- | ------- | ------- | ------- | ------- | ------- | ------- | ------- | ------- | ------ | ------- | ------- | ------- | ------ | ------- | ------- | ------- | --- | --- |
| 1994 | MTV Simtek Ford    | Simtek S941  | Ford V8 | BRA     | PAC     | SMR     | MON     | ŠPA DNQ | KAN     | FRA     | VB      | NEM     | MAD    | BEL     | ITA     | POR     | EU     | JAP     | AVS     |         | -   | 0   |
| 1995 | Pacific Grand Prix | Pacific PR02 | Ford V8 | BRA 9   | ARG Ret | SMR Ret | ŠPA DNS | MON DSQ | KAN Ret | FRA NC  | VB Ret  | NEM 8   | MAD 12 | BEL Ret | ITA Ret | POR Ret | EU Ret | PAC Ret | JAP Ret | AVS Ret | -   | 0   |
| 1996 | Forti Grand Prix   | Forti FG01B  | Ford V8 | AVS DNQ | BRA Ret | ARG 10  | EU DNQ  | SMR DNQ |         |         |         |         |        |         |         |         |        |         |         |         | -   | 0   |
| 1996 | Forti Grand Prix   | Forti FG03   | Ford V8 |         |         |         |         |         | MON DNS | ŠPA DNQ | KAN Ret | FRA Ret | VB DNQ | NEM DNP | MAD     | BEL     | ITA    | POR     | JAP     |         | -   | 0   |